# Porta Romana (Giorgio Gaber)
Porta romana è una canzone scritta da Giorgio Gaber e Umberto Simonetta e incisa da Giorgio Gaber.

## Storia e testo
Per il titolo spesso questo brano viene confuso con la canzone popolare milanese Porta Romana bella.

## Edizioni
La canzone uscì come Lato A del singolo Porta romana/Una ragazzina, pubblicato nel 1963 per la Dischi Ricordi, sotto la direzione dell'orchestra di Iller Pattacini . 
Il brano fu inciso nuovamente e pubblicato il 10 marzo del 1964 nel 45 giri Porta romana/Le nostre serate/Così felice/Un bacio a metà, sempre sotto la direzione dell'orchestra di Iller Pattacini 
Nel 1964 il brano fu incluso nell'album Le canzoni di Giorgio Gaber. Sempre lo stesso anno il brano compare nell'LP Questo & Quello.